# Emilia Boneva

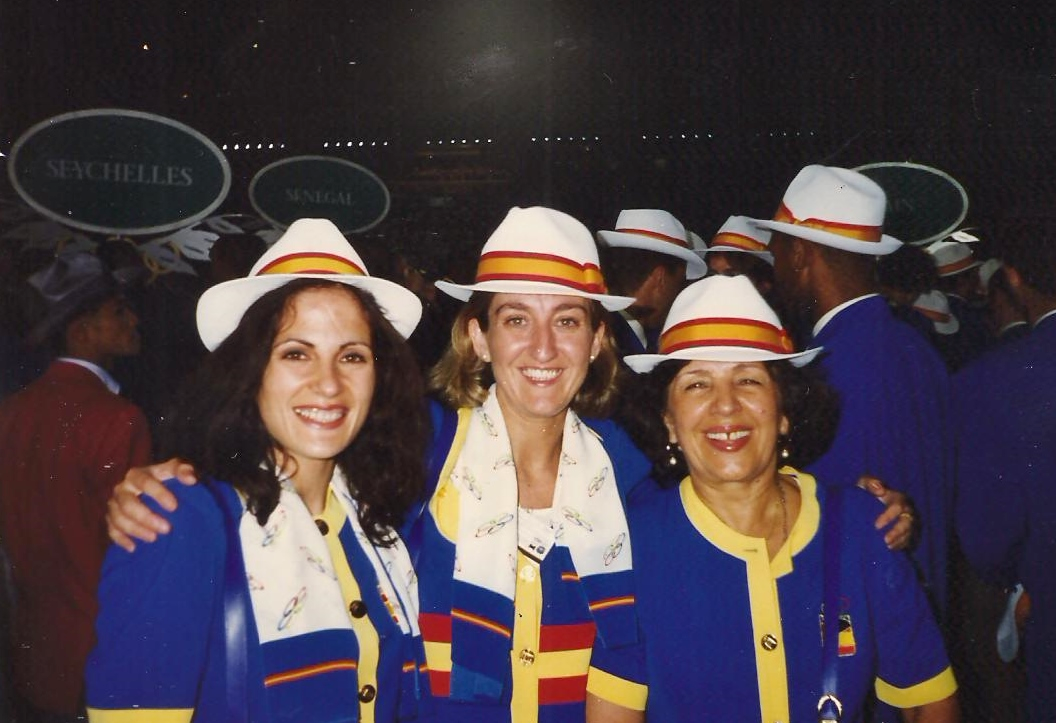
Emilia Boneva (derecha) con la coreógrafa Marisa Mateo y la entrenadora María Fernández en los Juegos Olímpicos de Atlanta 1996.

Emilia Boneva (Sofía, Bulgaria; 21 de julio de 1938-Ib., 20 de septiembre de 2019) fue una entrenadora búlgara de gimnasia rítmica y seleccionadora del equipo nacional español de 1982 a 1996. Entre sus éxitos como seleccionadora nacional destaca el título olímpico conseguido por las Niñas de Oro en los Juegos Olímpicos de Atlanta 1996 o la plata lograda por Carolina Pascual en los Juegos Olímpicos de Barcelona 1992, además de títulos mundiales como el de las Primeras Chicas de Oro en el Mundial de Atenas (1991), o Carmen Acedo en el Mundial de Alicante (1993). Entre otros reconocimientos, posee la Medalla de Plata de la Real Orden del Mérito Deportivo (1994).

## Biografía
En su infancia en Bulgaria practicó gimnasia artística y posteriormente, durante unos doce años, gimnasia rítmica. Cursó estudios en el Instituto Superior de Educación Física, especializándose en gimnasia rítmica. Fue entrenadora de esta disciplina en su país desde 1965 hasta 1982. Llegó a España el 16 de abril de 1982 para incorporarse como seleccionadora del equipo español. 
Fue seleccionadora nacional de España en tres etapas: la primera, en las dos modalidades (individual y conjuntos) desde abril de 1982 a 1992; la segunda, únicamente como seleccionadora nacional individual para el Campeonato del Mundo de 1993; y la tercera, nuevamente en las dos modalidades, desde marzo de 1994 hasta diciembre de 1996, cuando fue sustituida por María Fernández. Emilia había sido operada en noviembre de 1996 del corazón. Posteriormente regresó a Bulgaria. Poco antes de su adiós al equipo nacional, hablaba así en una entrevista concedida a María Luz Palomero al respecto de sus años al frente de la selección:

«He trabajado muy a gusto estos años en España. Aquí las chicas tienen mucho temperamento, son muy aplicadas y quieren conseguir buenos resultados. Es fácil trabajar con ellas cuando te quieren y yo creo que he conseguido buen trato con la mayoría de ellas. Tienen que ser aún más constantes en el trabajo, tener disciplina propia y estar dispuestas a sacrificar algunos placeres en nombre de la alta competición».

«Me voy muy contenta de España porque pude ver realizado todo lo que quería: un lugar bueno y respetable para la gimnasia rítmica española en el escenario internacional. España ya es una gran potencia en este deporte».

El 5 de agosto de 2000, algunas de las gimnastas componentes de la selección en las décadas de 1980 y 1990 participaron en un homenaje a Emilia Boneva durante el Campeonato de España de Conjuntos de Gimnasia Rítmica celebrado en Málaga, en el que las Niñas de Oro realizaron un ejercicio montado especialmente para la ocasión que estaba inspirado en el de 5 aros de 1996 y que habían entrenado las semanas previas con la ayuda de Ana Bautista. La propia Emilia viajó desde Bulgaria para asistir al evento, aunque sin tener conocimiento de que varias de sus antiguas pupilas le iban a realizar un homenaje. El encargado de organizar el reencuentro fue Carlos Pérez, entonces Relaciones Externas del Programa ADO, después de que las propias Niñas de Oro le comentaran la idea. Días después volverían a realizar el ejercicio en Manzanares el Real (Madrid), siendo esta la última vez que se reencontraron con Emilia.
En 2006, Boneva participó en el documental Las Niñas de Oro a través de una llamada telefónica desde Bulgaria en la que pudo hablar de nuevo con las campeonas olímpicas de Atlanta y que fue registrada e incluida en el montaje final del mismo. En octubre de 2008 viajó a Madrid para acompañar a su compatriota Efrossina Angelova en su presentación como nueva seleccionadora nacional. En julio de 2015, Almudena Cid se reencontró con Emilia en Bulgaria, momento que la gimnasta compartió en su web. En 2016 concedió una entrevista a la revista Sobre el tapiz, donde recordó el momento del oro olímpico de Atlanta: 

«Nunca voy a olvidar nuestro ejercicio final cuando el público, con el pabellón lleno, se levantó para aplaudirnos. ¡Fue un momento inolvidable! Como también lo fue el momento en el que las seis chicas subieron al pódium con las medallas en el pecho, brillando como pequeños soles. Esto no es un recuerdo, es una realidad que tengo siempre presente. Ese momento fue la cumbre de mi carrera como entrenadora. Supuso la culminación de otros muchos éxitos y medallas de otros tres Juegos Olímpicos, muchos Mundiales y Europeos».

El 23 de julio de 2016 participó, mediante un mensaje grabado en su casa de Bulgaria, en la Gala 20.º Aniversario de la Medalla de Oro en Atlanta '96, que tuvo lugar en el Palacio de Congresos de Badajoz y que reunió a las Niñas de Oro.
En septiembre de 2018 varias exgimnastas de la selección española viajaron al Mundial de Gimnasia Rítmica de Sofía para reencontrarse con Emilia, organizándose además una cena homenaje en su honor. Las gimnastas que asistieron al homenaje a Boneva son Natalia Marín, Vanesa Muñiz, Lorea Elso, Bito Fuster, Montse Martín, Gemma Royo, Nuria Cabanillas, Estíbaliz Martínez, Maider Esparza, Ana Bautista, Carmen Acedo, Carolina Pascual, Rosabel Espinosa y Mónica Ferrández. Con motivo de su fallecimiento, acaecido el 20 de septiembre de 2019, unas 70 exgimnastas nacionales se reunieron en el tapiz para rendirle tributo durante el Euskalgym, celebrado el 16 de noviembre de 2019. El evento tuvo lugar ante 8500 asistentes en el Bilbao Exhibition Centre de Baracaldo y fue seguido además de una cena homenaje en su honor.
Del 20 al 22 de mayo de 2022 se celebró en Sofía el I Torneo Internacional Slavia Cup, creado en honor a Emilia Boneva por el Club Slavia, equipo al que entrenó de 1968 a 1982.

## Legado e influencia

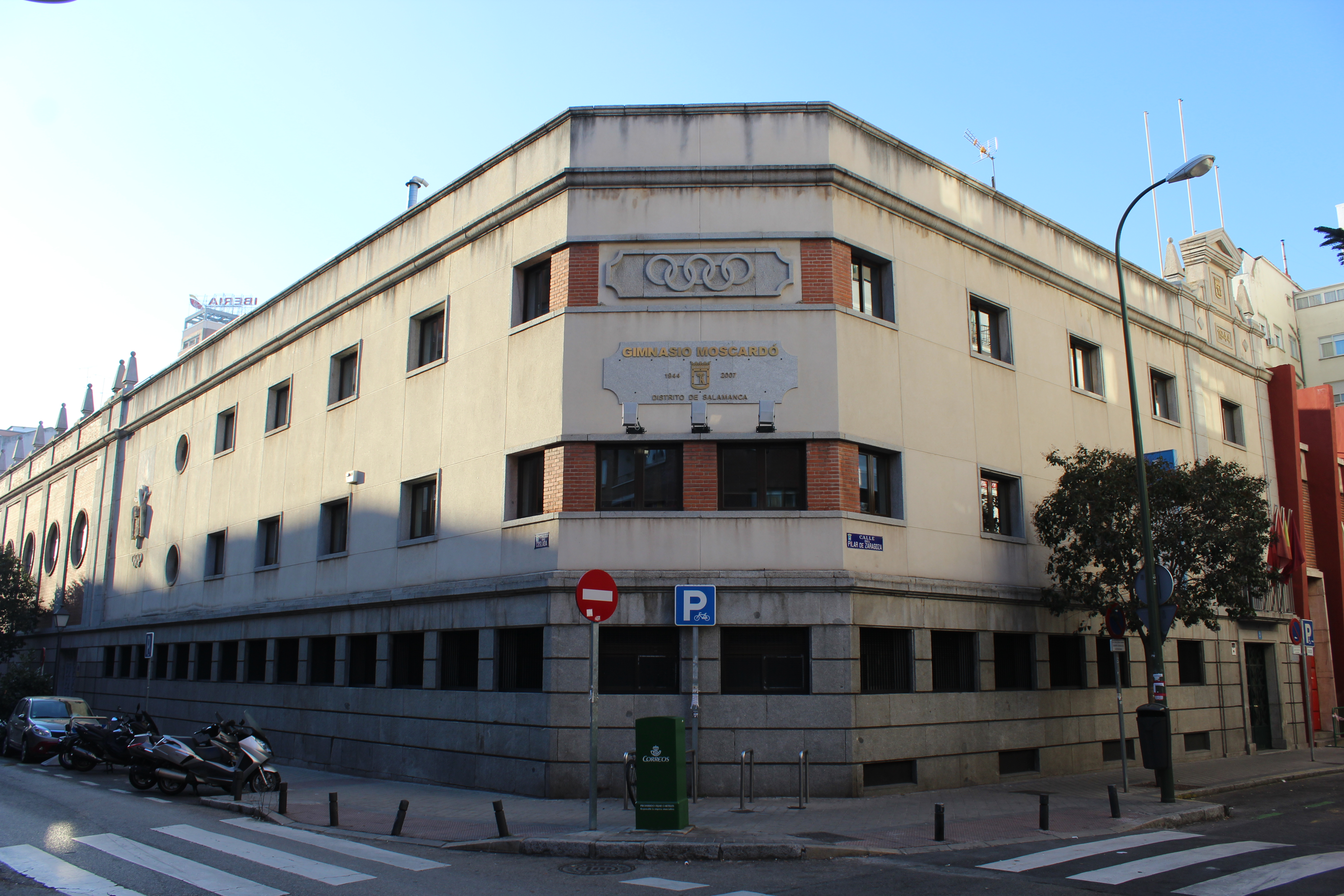
El Gimnasio Moscardó, en el distrito de Salamanca (Madrid), fue el lugar de entrenamiento de la selección nacional de gimnasia rítmica hasta 1997.

Los conjuntos de gimnasia rítmica que Emilia entrenó, sus logros y sus montajes, han influido a posteriores generaciones de gimnastas y técnicos. La medalla de bronce en el Europeo de Viena en 1984 fue la primera para el conjunto español desde 1975, e inició un amplio periodo de consecución de preseas internacionales. En una entrevista en 2016, la capitana de aquel conjunto, María Fernández Ostolaza, destacaba la importancia de esa medalla europea para la gimnasia rítmica española:

«En aquella época, nosotras lo que queríamos era derrocar a los países del Este [...] Como las medallas eran siempre Rusia, Bulgaria y Checoslovaquia, lo nuestro fue un grandísimo hito y el bronce del Europeo sí que fue una hazaña para el equipo. Fue el inicio de algo».
—María Fernández, en declaraciones en 2016 a Córner-rítmica

La medalla de oro del conjunto conocido como las Primeras Chicas de Oro en el Mundial de Atenas (1991), la plata olímpica de Carolina Pascual (1992), el oro mundial de Carmen Acedo (1993) y el título olímpico de las Niñas de Oro (1996), también supusieron nuevos hitos. La excapitana del conjunto español Ana María Pelaz declaró en una entrevista en 2009 tras su retirada que «cuando vi a la selección en Atlanta '96 me dije: yo quiero ser como ellas». La gimnasta Carolina Rodríguez, preguntada en una ocasión por los orígenes de su pasión por la rítmica, manifestó que «en 1996, tras ver ganar el oro a España en Atlanta, con 10 años, supe que algún día querría estar ahí, que quería ser olímpica». Alejandra Quereda, actual capitana del conjunto español conocido como el Equipaso, preguntada en 2014 por lo que para ella había sido lo más increíble que ha pasado en la gimnasia, contestó que «El oro de España en Atlanta. Marcó la historia de nuestra gimnasia. Desde ahí todo cambió».
Tras el estreno del documental Las Niñas de Oro en 2013, su director, Carlos Beltrán, se manifestaba así en una entrevista al respecto de la acogida del filme: 

«Es impresionante el tirón que tiene esta historia y la de gente que las quiere. Estas mujeres y Emilia Boneva escribieron una de las más hermosas historias del deporte de nuestro país. Con todos los componentes de la élite y la épica y con todos los de la amistad en edad infantil. El desdén con el que nuestro sistema relega al olvido a estas chicas es algo que tendrá que revisarse pronto, porque no hay ningún derecho».

El montaje de 5 aros de 1996 ha sido homenajeado posteriormente por otras gimnastas, como en el ejercicio de exhibición del conjunto júnior español en el Euskalgym 2012 (integrado por Paula Gómez, Sara González, Miriam Guerra, Claudia Heredia, Carmen Martínez, Victoria Plaza y Pilar Villanueva), donde se usaba, al igual que en el ejercicio de 1996, «America» de Leonard Bernstein, además de otros dos temas de banda sonora de West Side Story: «Dance at the Gym» y «Overture». El conjunto júnior español de 2016 (Mónica Alonso, Victoria Cuadrillero, Clara Esquerdo, Ana Gayán, Alba Polo, Lía Rovira y Sara Salarrullana) también homenajeó este ejercicio en la Gala 20.º Aniversario de la Medalla de Oro en Atlanta '96, usando la misma música y emulando algunos movimientos del montaje original. En el Euskalgym 2018, las gimnastas Saioa Agirre, Teresa Gorospe, Izaro Martín y Salma Solaun representaron también parte del ejercicio durante el homenaje a las gimnastas rítmicas olímpicas vascas.

### En la cultura popular
Entre otras apariciones en la cultura popular, Emilia ha servido de base para el personaje de Maya, que aparece en la serie de cuentos infantiles Olympia (2014), escritos por Almudena Cid e ilustrados por Montse Martín. Asimismo, el relato de la vida de Emilia y las Niñas de Oro en la concentración nacional está presente en la autobiografía novelada Lágrimas por una medalla (2008), escrita por  Tania Lamarca y Cristina Gallo. Reseñas de los hitos de la carrera de Boneva, como el título mundial de España en 1991 o la medalla olímpica de 1996, aparecen en libros como Gimnasia rítmica deportiva: aspectos y evolución (1995) de Aurora Fernández del Valle, Españoles de oro (1999) de Fernando Olmeda y Juan Manuel Gozalo, Enredando en la memoria (2015) de Paloma del Río, o Pinceladas de rítmica (2017) de Montse y Manel Martín.

## Vida personal
Una nieta suya, Emilia Luboslavova Boneva, fue componente del equipo español júnior de natación sincronizada.

## Medallero en competiciones oficiales
| Juegos Olímpicos | Juegos Olímpicos | Juegos Olímpicos |
| ---------------- | ---------------- | ---------------- |
| Plata            | Barcelona 1992   | Individual       |
| Oro              | Atlanta 1996     | Conjuntos        |

| Campeonato Mundial | Campeonato Mundial | Campeonato Mundial           |
| ------------------ | ------------------ | ---------------------------- |
| Bronce             | Varna 1987         | Concurso general (Conjuntos) |
| Bronce             | Varna 1987         | 3 aros y 3 pelotas           |
| Bronce             | Sarajevo 1989      | Equipos                      |
| Bronce             | Sarajevo 1989      | Concurso general (Conjuntos) |
| Bronce             | Sarajevo 1989      | 12 mazas                     |
| Bronce             | Sarajevo 1989      | 3 aros y 3 cintas            |
| Bronce             | Atenas 1991        | Equipos                      |
| Oro                | Atenas 1991        | Concurso general (Conjuntos) |
| Plata              | Atenas 1991        | 6 cintas                     |
| Plata              | Atenas 1991        | 3 pelotas y 3 cuerdas        |
| Plata              | Bruselas 1992      | Pelota                       |
| Bronce             | Bruselas 1992      | Mazas                        |
| Plata              | Bruselas 1992      | Concurso general (Conjuntos) |
| Bronce             | Bruselas 1992      | 6 cintas                     |
| Oro                | Alicante 1993      | Mazas                        |
| Plata              | Alicante 1993      | Mazas                        |
| Plata              | París 1994         | Concurso general (Conjuntos) |
| Bronce             | París 1994         | 6 cuerdas                    |
| Bronce             | París 1994         | 4 aros y 4 mazas             |
| Plata              | Viena 1995         | Concurso general (Conjuntos) |
| Plata              | Viena 1995         | 5 aros                       |
| Oro                | Viena 1995         | 3 pelotas y 2 cintas         |
| Plata              | Budapest 1996      | Concurso general (Conjuntos) |
| Oro                | Budapest 1996      | 3 pelotas y 2 cintas         |

| Campeonato Europeo | Campeonato Europeo | Campeonato Europeo           |
| ------------------ | ------------------ | ---------------------------- |
| Bronce             | Viena 1984         | Concurso general (Conjuntos) |
| Bronce             | Florencia 1986     | Concurso general (Conjuntos) |
| Bronce             | Helsinki 1988      | 6 pelotas                    |
| Bronce             | Goteborg 1990      | Equipos                      |
| Bronce             | Goteborg 1990      | Concurso general (Conjuntos) |
| Plata              | Goteborg 1990      | 12 mazas                     |
| Bronce             | Goteborg 1990      | 3 pelotas y 3 cuerdas        |
| Bronce             | Stuttgart 1992     | Equipos                      |
| Oro                | Stuttgart 1992     | Concurso general (Conjuntos) |
| Bronce             | Stuttgart 1992     | 6 cintas                     |
| Oro                | Stuttgart 1992     | 3 pelotas y 3 cuerdas        |
| Bronce             | Praga 1995         | Concurso general (Conjuntos) |
| Bronce             | Praga 1995         | 5 aros                       |
| Plata              | Praga 1995         | 3 pelotas y 2 cintas         |

| Final de la Copa del Mundo | Final de la Copa del Mundo | Final de la Copa del Mundo   |
| -------------------------- | -------------------------- | ---------------------------- |
| Bronce                     | Bruselas 1990              | Concurso general (Conjuntos) |
| Bronce                     | Bruselas 1990              | 12 mazas                     |
| Bronce                     | Bruselas 1990              | 3 pelotas y 3 cuerdas        |

| Final de la Copa de Europa | Final de la Copa de Europa | Final de la Copa de Europa    |
| -------------------------- | -------------------------- | ----------------------------- |
| Bronce                     | Hanóver 1989               | Concurso general (Individual) |
| Oro                        | Hanóver 1989               | Cuerda                        |
| Bronce                     | Hanóver 1989               | Aro                           |
| Plata                      | Hanóver 1989               | Pelota                        |
| Bronce                     | Málaga 1993                | Concurso general (Individual) |
| Plata                      | Málaga 1993                | Mazas                         |
| Bronce                     | Málaga 1993                | Mazas                         |
| Bronce                     | Málaga 1993                | Cinta                         |
| Bronce                     | Málaga 1993                | Pelota                        |

| Campeonato Europeo Júnior | Campeonato Europeo Júnior | Campeonato Europeo Júnior     |
| ------------------------- | ------------------------- | ----------------------------- |
| Plata                     | Atenas 1987               | Conjuntos                     |
| Bronce                    | Tenerife 1989             | Equipos                       |
| Plata                     | Tenerife 1989             | Mazas                         |
| Bronce                    | Tenerife 1989             | Conjuntos                     |
| Bronce                    | Lisboa 1991               | Equipos                       |
| Bronce                    | Lisboa 1991               | Concurso general (Individual) |
| Bronce                    | Lisboa 1991               | Pelota                        |
| Plata                     | Lisboa 1991               | Mazas                         |
| Bronce                    | Lisboa 1991               | Mazas                         |
| Plata                     | Lisboa 1991               | Cinta                         |
| Oro                       | Lisboa 1991               | Conjuntos                     |

Durante su etapa como seleccionadora nacional del equipo español de gimnasia rítmica, se obtuvieron 63 medallas en competiciones internacionales oficiales (organizadas por la FIG, la UEG o el COI), entre ellas 24 (4 oros, 9 platas y 11 bronces) en Campeonatos del Mundo o 2 (1 oro y 1 plata) en Juegos Olímpicos. A continuación se detalla el medallero completo de Emilia en competiciones internacionales oficiales. Para consultar todas las posiciones logradas, visítese los artículos de cada gimnasta.

### Individual
1989
- Campeonato de Europa Júnior de Tenerife:  bronce por equipos (Rosabel Espinosa, Ada Liberio y Edi Moreno), y  plata en mazas (Ada Liberio).
- Final de la Copa de Europa en Hanóver:  bronce en concurso general (Ana Bautista),  oro en cuerda (Ana Bautista),  bronce en aro (Ana Bautista) y  plata en pelota (Ana Bautista).
- Campeonato del Mundo de Sarajevo:  bronce por equipos (Ana Bautista, Ada Liberio y Silvia Yustos).

1990
- Campeonato de Europa de Goteborg:  bronce por equipos (Noelia Fernández, Mónica Ferrández y Carolina Pascual).

1991
- Campeonato de Europa Júnior de Lisboa:  bronce por equipos (Carolina Borrell, Rosabel Espinosa, Bárbara Plaza y Peligros Piñero como suplente),  bronce en concurso general (Rosabel Espinosa),  bronce en pelota (Rosabel Espinosa),  plata en mazas (Rosabel Espinosa),  bronce en mazas (Carolina Borrell) y  plata en cinta (Rosabel Espinosa).
- Campeonato del Mundo de Atenas:  bronce por equipos (Carmen Acedo, Mónica Ferrández y Carolina Pascual).

1992
- Campeonato de Europa de Stuttgart:  bronce por equipos (Carmen Acedo, Rosabel Espinosa y Carolina Pascual).
- Juegos Olímpicos de Barcelona 1992:  plata en concurso general (Carolina Pascual).
- Campeonato del Mundo de Bruselas:  plata en pelota (Carmen Acedo) y  bronce en mazas (Carmen Acedo).

1993
- Final de la Copa de Europa en Málaga:  bronce en concurso general (Carolina Pascual),  bronce en pelota (Carmen Acedo),  plata en mazas (Carolina Pascual),  bronce en mazas (Carmen Acedo) y  bronce en cinta (Carolina Pascual).
- Campeonato del Mundo de Alicante:  oro en mazas (Carmen Acedo) y  plata en mazas (Carolina Pascual).

### Conjunto
1984 

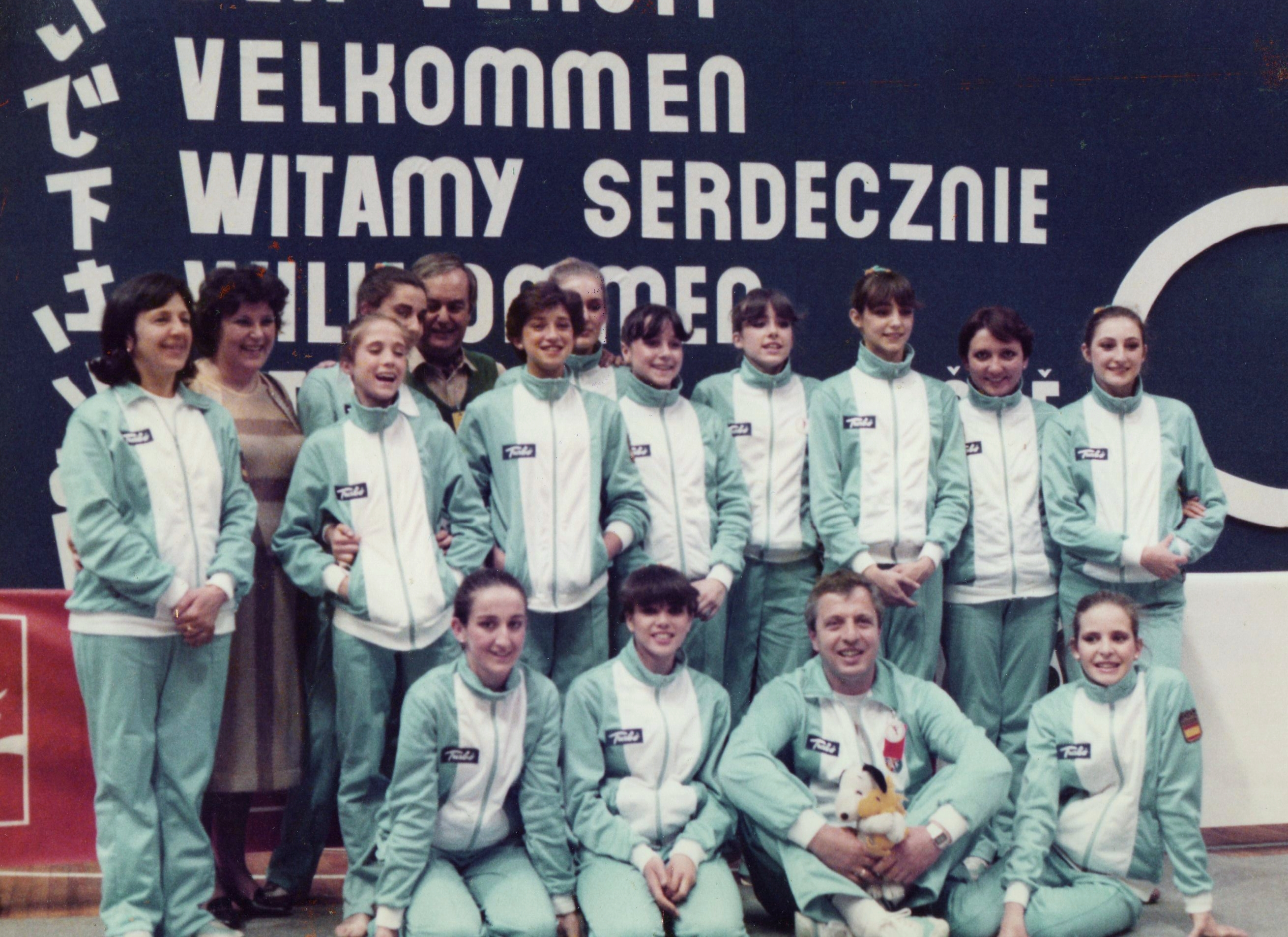
Emilia (de pie, primera a la izqda.) con la selección en la Final de la Copa del Mundo de Belgrado (1983).

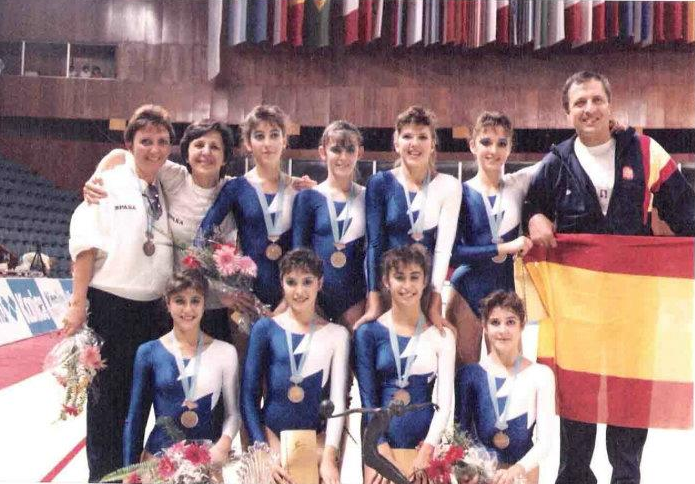
Boneva (de pie, segunda la izquierda) con el conjunto español en el Mundial de Varna (1987).

- Campeonato de Europa de Viena:  bronce en concurso general (Pilar Domenech, María Fernández, Virginia Manzanera, Eva Obalat, Nancy Usero y Graciela Yanes, además de Rocío Ducay y Ofelia Rodríguez como suplentes).

 1986 
- Campeonato de Europa de Florencia:  bronce en concurso general (Marisa Centeno, Natalia Marín, Estela Martín, Ana Martínez, Eva Obalat y Elena Velasco).

 1987 
- Campeonato de Europa Júnior de Atenas:  plata en conjuntos (Alejandra Bolaños, Eva Martín, Carmen Martínez, Arancha Marty, Mari Carmen Moreno, Raquel Prat, Nuria Rico y Carmen Sánchez).
- Campeonato del Mundo de Varna:  bronce en concurso general,  bronce en 3 aros y 3 pelotas (Marisa Centeno, Natalia Marín, Mari Carmen Moreno, Marta Pardós, Astrid Sánchez y Elena Velasco, además de Ana Carlota de la Fuente y Ana Martínez como suplentes).

 1988 
- Campeonato de Europa de Helsinki:  bronce en 6 pelotas (Beatriz Barral, Vanesa Buitrago, Ana Carlota de la Fuente, Natalia Marín, Eva Martín, Arancha Marty, Mari Carmen Moreno, Raquel Prat, Astrid Sánchez y Carmen Sánchez).

 1989 
- Campeonato de Europa Júnior de Tenerife:  bronce en conjuntos (Carmen Acedo, Noelia Fernández, Ruth Goñi, Montse Martín, Eider Mendizábal y Gemma Royo, además de Cristina Chapuli y Diana Martín como suplentes).
- Campeonato del Mundo de Sarajevo:  bronce en concurso general,  bronce en 12 mazas y  bronce en 3 aros y 3 cintas (Beatriz Barral, Lorea Elso, Bito Fuster, Arancha Marty, Mari Carmen Moreno y Vanesa Muñiz, además de Marta Aberturas y Nuria Arias como suplentes).

 1990 
- Campeonato de Europa de Goteborg:  bronce en concurso general,  plata en 12 mazas y  bronce en 3 pelotas y 3 cuerdas (Beatriz Barral, Lorea Elso, Bito Fuster, Montse Martín, Arancha Marty y Vanesa Muñiz, además de Marta Aberturas y Gemma Royo como suplentes).
- Final de la Copa del Mundo en Bruselas:  bronce en concurso general,  bronce en 12 mazas y  bronce en 3 pelotas y 3 cuerdas.

 1991 
- Campeonato de Europa Júnior de Lisboa:  oro en conjuntos (María Álvarez, Sonia Bermejo, Verónica Bódalo, Susana Gómez, Pilar Rodrigo y Eva Velasco, además de Estefanía Ariza y Laura Bartolomé como suplentes).
- Campeonato del Mundo de Atenas:  oro en concurso general,  plata en 6 cintas y  plata en 3 pelotas y 3 cuerdas (Débora Alonso, Lorea Elso, Bito Fuster, Isabel Gómez, Montse Martín y Gemma Royo, además de Marta Aberturas y Cristina Chapuli).

1992 
- Campeonato de Europa de Stuttgart:  oro en concurso general,  bronce en 6 cintas y  oro en 3 pelotas y 3 cuerdas (Débora Alonso, Lorea Elso, Bito Fuster, Isabel Gómez, Montse Martín y Gemma Royo, además de Alicia Martín y Cristina Martínez como suplentes).
- Campeonato del Mundo de Bruselas:  plata en concurso general y  bronce en 6 cintas (Débora Alonso, Lorea Elso, Montse Martín, Alicia Martín, Cristina Martínez, Bárbara Plaza y Gemma Royo, además de Bito Fuster e Isabel Gómez como suplentes por lesión).

1994 
- Campeonato del Mundo de París:  plata en concurso general,  bronce en 6 cuerdas y  bronce en 4 aros y 4 mazas (Marta Baldó, Lorena Barbadillo, Paula Cabo, Estela Giménez, Regina Guati y Amaia Uriondo, además de Violeta Giménez y María Pardo como suplentes).

 1995 
- Campeonato de Europa de Praga:  bronce en concurso general,  bronce en 5 aros y  plata en 3 pelotas y 2 cintas.
- Campeonato del Mundo de Viena:  plata en concurso general,  plata en 5 aros y  oro en 3 pelotas y 2 cintas (Marta Baldó, Nuria Cabanillas, Estela Giménez, Tania Lamarca, Estíbaliz Martínez, María Pardo y Maider Esparza como suplente).

 1996 
- Campeonato del Mundo de Budapest:  plata en concurso general y  oro en 3 pelotas y 2 cintas (Marta Baldó, Nuria Cabanillas, Estela Giménez, Lorena Guréndez, Tania Lamarca, Estíbaliz Martínez y Maider Esparza como suplente).
- Juegos Olímpicos de Atlanta 1996:  oro en concurso general (Marta Baldó, Nuria Cabanillas, Estela Giménez, Lorena Guréndez, Tania Lamarca y Estíbaliz Martínez).[26][21]

## Premios, reconocimientos y distinciones
- Copa Barón de Güell al mejor equipo español, otorgada por el CSD y entregada en los Premios Nacionales del Deporte de 1987 (1988)
- Medalla de Plata de la Real Orden del Mérito Deportivo, otorgada por el Consejo Superior de Deportes (1994)[27]
- Placa de Oro de la Real Orden del Mérito Deportivo, otorgada por el Consejo Superior de Deportes (1996)[28][29][30]
- Copa Barón de Güell al mejor equipo español, otorgada por el CSD y entregada en los Premios Nacionales del Deporte de 1996 (1997)[31][32][33]

## Filmografía

### Películas
| Películas | Películas        | Películas  | Películas  | Películas      |
| Año       | Título           | Personaje  | Notas      | Director       |
| --------- | ---------------- | ---------- | ---------- | -------------- |
| 2013      | Las Niñas de Oro | Ella misma | Documental | Carlos Beltrán |

### Programas de televisión
| Programas de televisión | Programas de televisión  | Programas de televisión       | Programas de televisión                                                 |
| Año                     | Título                   | Cadena                        | Notas                                                                   |
| ----------------------- | ------------------------ | ----------------------------- | ----------------------------------------------------------------------- |
| 1984                    | De Olimpia a Los Ángeles | La 1 de TVE                   | Entrevistada en reportaje                                               |
| 1990                    | Camarada Boneva          | La 2 de TVE                   | Entrevistada en reportaje                                               |
| 2012                    | Londres en juego         | Teledeporte                   | Redifusión de la final de conjuntos de gimnasia rítmica en Atlanta 1996 |
| 2019                    | Legends Live On          | Eurosport 1 y Olympic Channel | Entrevistada en el reportaje «Spain's "Las Niñas de Oro"»               |